# Red Schoendienst
Albert Fred Schoendienst (ur. 2 lutego 1923 w Germantown, zm. 6 czerwca 2018 w Town and Country) – amerykański baseballista, który występował na pozycji drugobazowego, w późniejszym okresie menadżer St. Louis Cardinals.
W wieku 16 lat zrezygnował z edukacji w szkole i wstąpił do Civilian Conservation Corps W 1942 podpisał kontrakt z St. Louis Cardinals i początkowo grał w klubach farmerskich tego zespołu, między innymi w Rochester Red Wings, gdzie grał na pozycji łącznika. Od maja 1944 do stycznia 1945 pełnił służbę wojskową. W Major League Baseball zadebiutował 17 kwietnia 1945 w meczu przeciwko Chicago Cubs, w którym zaliczył triple'a i zdobył runa. W debiutanckim sezonie występował na pozycji lewozapolowego, gdyż pierwszym łącznikiem w zespole był MVP National League poprzedniego sezonu Marty Marion. W sezonie 1945 skradł najwięcej baz w National League.
W 1946 po odejściu drugobazowego Lou Kleina, Schoendienst przeszedł na tę pozycję. W tym samym roku po raz pierwszy wystąpił w Meczu Gwiazd i zdobył pierwszy tytuł mistrzowski po tym, jak Cardinals pokonali Boston Red Sox w siedmiu meczach. W sezonie 1950 zaliczył najwięcej double’ów w lidze (43). W czerwcu 1956 w ramach wymiany zawodników przeszedł do New York Giants, zaś w czerwcu 1957 później również w ramach wymiany przeszedł do Milwaukee Braves i w tym samym roku po raz drugi zwyciężył w World Series, w których Braves wygrali z New York Yankees 4–3 w serii best-of-seven. Karierę zawodniczą zakończył w 1963 w St. Louis Cardinals.
W 1964 był członkiem sztabu szkoleniowego Cardinals, którzy sięgnęli po pierwsze od osiemnastu lat mistrzostwo MLB. Przed rozpoczęciem sezonu 1965 został mianowany przez właściciela klubu Gussiego Buscha menadżerem zespołu. W 1967 poprowadził zespół do zwycięstwa w World Series, rok później do mistrzostwa National League. W 1976 po przegraniu 90 meczów w rundzie zasadniczej, został zwolniony z funkcji menadżera. W latach 1978–1979 był w sztabie szkoleniowym Oakland Athletics. W 1980 poprowadził zespół Cardinals w ostatnich 37 meczach sezonu, po mianowaniu na stanowisko menadżera generalnego, dotychczasowego menadżera Whiteya Herzoga. W 1989 został uhonorowany członkostwem w Baseball Hall of Fame. W lipcu 1990 był tymczasowym menadżerem Cardinals, po rezygnacji Herzoga.
W styczniu 2014 został wprowadzony jako jeden z 22 zawodników i działaczy do nowo utworzonej St. Louis Cardinals Hall of Fame.
| Nagroda/wyróżnienie             | Lata                                                       | Źródło |
| 10× All-Star                    | 1946, 1948, 1949, 1950, 1951, 1952, 1953, 1954, 1955, 1957 | [ 3 ]  |
| 5× zwycięzca w World Series     | 1946, 1957, 1964, 1967, 1982                               | [ 6 ]  |
| Baseball Hall of Fame           | od 1989                                                    | [ 7 ]  |
| # 2 zastrzeżony przez Cardinals | 1996                                                       | [ 10 ] |